# Jacobaea persoonii
Jacobaea persoonii là một loài thực vật có hoa trong họ Cúc. Loài này được (De Not.) Pelser mô tả khoa học đầu tiên năm 2006.